# Jon Gries
Jonathan Francis Gries, detto Jon (Glendale, 17 giugno 1957), è un attore statunitense.
È conosciuto principalmente per aver interpretato il ruolo di Broots nella serie televisiva Jarod il camaleonte e per il ruolo ricorrente di Roger Linus, padre di Benjamin Linus nella serie televisiva Lost. Per quanto riguarda il cinema è ricordato soprattutto per aver interpretato Zio Rico nel film Napoleon Dynamite.

## Biografia
Jon Gries nacque a Glendale in California, figlio di Tom Gries, scrittore, regista e produttore cinematografico e dell'attrice Mary Munday; suo padre morì nel 1977 per un infarto del miocardio. All'età di undici anni debuttò sul grande schermo nel ruolo di Horace nel film Costretto ad uccidere (1968), diretto dal padre e con protagonista Charlton Heston. Apparve in numerosi film cult come Scuola di geni (1985), Get Shorty (1995), Il tesoro dell'Amazzonia (2003) e Napoleon Dynamite (2004). Interpretò per due volte il ruolo di un lupo mannaro nei film Scuola di mostri (1987) e Ammazzavampiri 2 (1988). Nel 2008 interpretò il ruolo Casey nel film Io vi troverò.
Oltre alle esperienze cinematografiche, è anche famoso per i suoi ruoli televisivi. Tra il 1992 e il 1994 interpretò Shawn McDermott nella sitcom della Fox Martin, partecipando così alle prime due stagioni della serie. Successivamente, tra il 1996 e il 2000, fu protagonista nel ruolo di Broots, un genio del computer che ha il compito di rintracciare Jarod e farlo tornare al Centro, nella serie televisiva Jarod il camaleonte.
Nel 2007 entrò a far parte del cast della serie televisiva Lost, interpretando il ruolo di Roger Linus nell'episodio della terza stagione L'uomo dietro le quinte. Successivamente tornerà ad interpretarlo in alcuni episodi della quinta stagione e anche nell'episodio Dottor Linus della sesta stagione, per un totale di sei episodi tra il 2007 e il 2010. Apparve anche in numerose altre serie, soprattutto come guest star, tra cui In viaggio nel tempo, X-Files, Beverly Hills 90210, Seinfeld, 24, Carnivàle, CSI: NY, Supernatural, Cold Case - Delitti irrisolti e Psych.

## Filmografia parziale

### Cinema
- Costretto ad uccidere (Will Penny), regia di Tom Gries (1968)
- American Graffiti 2 (More American Graffiti), regia di Bill L. Norton (1979)
- Scuola di geni (Real Genius), regia di Martha Coolidge (1985)
- Una perfetta coppia di svitati (Running Scared), regia di Peter Hyams (1986)
- Terror vision - Visioni del terrore (TerrorVision), regia di Ted Nicolaou (1986)
- Scuola di mostri (The Monster Squad), regia di Fred Dekker (1987)
- Ammazzavampiri 2 (Fright Night II), regia di Tommy Lee Wallace (1988)
- Morire due volte (Kill Me Again), regia di John Dahl (1989)
- Get Shorty, regia di Barry Sonnenfeld (1995)
- Men in Black, regia di Barry Sonnenfeld (1997)
- The Snow Walker, regia di Charles Martin Smith (2003)
- Big Empty - Tradimento fatale (The Big Empty), regia di Steve Anderson (2003)
- Il tesoro dell'Amazzonia (The Rundown), regia di Peter Berg (2003)
- Napoleon Dynamite, regia di Jared Hess (2004)
- Waterborne, regia di Ben Rekhi (2005)
- Stick It - Sfida e conquista (Stick It), regia di Jessica Bendinger (2006)
- Il peggior allenatore del mondo (The Comebacks), regia di Tom Brady (2007)
- Io vi troverò (Taken), regia di Pierre Morel (2008)
- Ricomincio da zero (Crazy on the Outside), regia di Tim Allen (2010)
- Unicorn City, regia di Bryan Lefler (2011)
- Taken - La vendetta (Taken 2), regia di Olivier Megaton (2012)
- The Last Survivors, regia di Tom Hammock (2014)
- Taken 3 - L'ora della verità (Taken 3), regia di Olivier Megaton (2015)
- Operation Chromite (In-cheon sang-ryuk jak-jeon), regia di John H. Lee (2016)

### Televisione
- September Gun, regia di Don Taylor – film TV (1983)
- Ai confini della realtà (The Twilight Zone) – serie TV, episodio 2x16 (1987)
- Martin – serie TV, 53 episodi (1992-1994)
- X-Files (The X Files) – serie TV, episodio 2x04 (1994)
- Beverly Hills 90210 (Beverly Hills, 90210) – serie TV, 4 episodi (1994)
- Chicago Hope – serie TV, 1 episodio (1995)
- Jarod il camaleonte (The Pretender) – serie TV, 82 episodi (1996-2000)
- Il camaleonte assassino (The Pretender 2001), regia di Frederick King Keller – film TV (2001)
- E.R. - Medici in prima linea (ER) – serie TV, episodio 7x20 (2001)
- L'isola del fantasma (The Pretender: Island of the Haunted), regia di Frederick King Keller – film TV (2001)
- Lost – serie TV, 6 episodi (2007-2010)
- Cold Case - Delitti irrisolti (Cold Case) – serie TV, episodi 7x18-7x19 (2010)
- Psych - serie TV, episodio 5x09 (2010)
- Supernatural – serie TV, episodi 5x11-8x09 (2010-2012)
- Hawaii Five-0 – serie TV, 1 episodio (2011)
- Napoleon Dynamite – serie animata, 6 episodi (2012) – voce
- The Bridge – serie TV, 7 episodi (2013-2014)
- Dream Corp LLC – serie TV (2016-in corso)
- The White Lotus – serie TV, 14 episodi (2021-2025)
- Devil May Cry – serie animata (2025-in corso) – voce

## Doppiatori italiani
Nelle versioni in italiano delle opere in cui ha recitato, Jon Gries è stato doppiato da:
- Roberto Draghetti in Io vi troverò, Taken - La vendetta, Taken 3 - L'ora della verità
- Stefano Mondini in Napoleon Dynamite, Dal profondo del cuore
- Gaetano Varcasia in Get Shorty, Ricomincio da zero
- Maurizio Reti in Lost, Hawaii Five-0
- Alessandro Rossi in Scuola di geni
- Vittorio Stagni in Scuola di mostri
- Emilio Bonucci in X-Files
- Massimo Lodolo in Chicago Hope
- Lucio Saccone in Jarod il camaleonte
- Franco Chillemi in Men in Black
- Saverio Indrio in E.R. - Medici in prima linea
- Pierluigi Astore in The Snow Walker
- Massimo De Ambrosis ne Il tesoro dell'Amazzonia
- Oliviero Dinelli ne Il peggior allenatore del mondo
- Lorenzo Scattorin in Big Empty - Tradimento fatale
- Nino Prester in Morire due volte
- Giorgio Locuratolo in Carnivàle
- Pasquale Anselmo in Supernatural
- Vladimiro Conti in CSI: NY
- Ambrogio Colombo in Cold Case - Delitti irrisolti
- Sergio Lucchetti in Criminal Minds
- Oliviero Corbetta in The Last Survivors
- Michele Kalamera in Operation Chromite
- Sandro Acerbo in The White Lotus

Da doppiatore è stato sostituito da:
- Marco Balzarotti in Hitman: Absolution